# Kebu
Kebu, właśc. Sebastian Teir – fiński szwedzkojęzyczny muzyk, aranżer, twórca muzyki elektronicznej.

## Kariera
Karierę muzyczną Teir rozpoczął w 1999 r. grając w zespole „Prime Mover", grupie muzycznej wykonującej muzykę folkową, krautrockową oraz rock progresywny. W tym  w zespole Teir grał na instrumentach klawiszowych oraz był współkompozytorem utworów. Od 2008 związał się z zespołem metalowym Kouzin Bedlam w którym  grał na instrumentach klawiszowych. W 2009 r. z zespołem nagrał płytę Unleash the Power – The Heavy & Metal Compilation 2009. W 2001 r. współpracował z zespołem  przy tworzeniu rockowego albumu Put in Perspective, grał na instrumentach klawiszowych elektronicznych oraz zajmował się miksowaniem i masteringiem. W 2008 r. z zespołem „Vinyl Jam" nagrał singiel „Test of Wind” (zagrał na organach, syntezatorze Mooga, klawinecie Hohner).
Debiutancki album solowy Teir nagrał pod pseudonimem Kebu w 2012 r., To Jupiter and Back, który inspirowany jest muzyką elektroniczną znanych na świecie kompozytorów tworzących muzykę na syntezatorach analogowych np. Jean-Michel Jarre, Jan Hammer, Vangelis oraz Giorgio Moroder. Album zadebiutował na fińskiej liście albumów, gdzie zajął 28. miejsce. To Jupiter and Back nominowany był w kategorii najlepszy album roku w prestiżowym konkursie Schallwelle Music Awards, w którym Kebu otrzymał również nominację jako najlepszy artysta. Koncertował w 2015 r. w Sztokholmie (Italo Disco Party, ze szwedzkim piosenkarzem Johanem Beckerem), w 2016 r. w Norwegii (wystąpił podczas demoparty Gathering w hali Vikingskipet).
Pracując nad swoim najnowszym albumem Perplexagon, wzorował się na muzyce lat 70. i 80. oraz współczesnej muzyce electro. W 2017 r. w czasie Perplexagon Tour 2017 zagrał pięćdziesiąt koncertów w całej Europie, w tym dwa w Polsce, we Wrocławiu i w Poznaniu. Jeden z koncertów w Oslo w grudniu 2017 r. został nagrany i wydany na albumie DVD. W 2018 roku wystąpił wraz z chórem na koncercie w Kristinestad, który upamiętniał 100. rocznicę powstania Finlandii. Kebu zdobył także popularność w serwisie YouTube, gdzie jego kanał od 2010 r. uzyskał 96 376 174 wyświetleń. Remiks utworu „Above & Beyond - You got to go” wykonany przez Kebu na serwisie YouTube uzyskał ponad  1 mln odsłon (listopad 2018r). Kebu do nagrania utworu muzycznego wykorzystał wokal brytyjskiej piosenkarki Zoë Johnston z oryginalnego singla „You got to go” zespołu Above & Beyond. W swoim remiksie Kebu dodał zupełnie nową ścieżkę instrumentalną z nową aranżacją.
W 2018 r. ukazała się EP „Kring havet – Meren ympärillä” (6 utworów) z materiałem z koncertu. Płyta wydana została przez Secret Entertainment (dystrybucja ZYX Music); w tym samym roku wydawnictwo pojawiło się też w Polsce. Kebu brał udział w miksowaniu i edycji poprodukcyjnej utworów.
Kebu jest autorem utworu muzycznego, czołówki naukowego programu radiowego "Kvanthopp", program jest emitowany w fińskim radiu krajowym Yle Vega. 
W 2020 r. Teir uczestniczył w nagraniu nowego albumu fińskiego zespołu muzycznego power metalowego Amberian Dawn. W albumie Looking For You w utworze Au Revoir  na instrumentach klawiszowych zagrał Tuomas Seppälä oraz gościnnie  Sebastian Teir. W roku 2024  w ramach trasy koncertowej "Synthesizer Legends Tour 2024" zagrał 31 koncertów w kilku krajach europejskich w tym także Polsce: w Barcinie, Warszawie, Wrocławiu i Krakowie). W czerwcu 2025 Kebu we współpracy z polskim twórcą muzyki elektronicznej Amadeuszem Małkowskim ps. Madis stworzyli singiel pt.Mentes Determinadas. Z tej wspólnej współpracy powstał także wideoklip, w którym można obejrzeć historię ich spotkania i współpracy przy tworzeniu wspólnego singla.

## Dyskografia

### Albumy
- 2012: To Jupiter and Back
- 2016: Perplexagon
- 2019: Live In Oslo (2CD+DVD)
- 2021: Urban Dreams
- 2021: Live Online[16]
- 2023: Trance Remixes[17]
- 2023: "Synthesizer Legends - Volume 1"[18]

### Single
- 2014: Deep Blue (Maxi singel)
- 2018: Kring havet – Meren ympärillä (EP)
- 2021: "Hope"[19]
- 2021: "Hope" (Talla 2XLC Remix)[19]
- 2021: "Fleeting Lights"[19]
- 2021: "Late for the Meeting in the Maze"[19]
- 2022: "Super Troopers"[19]
- 2022: "To Jupiter and Back" (Talla 2XLC Remix)[19]
- 2022: "Clear Skies"[19]
- 2023: "Michael's Anthem" (Daniel Kandi Remix)[19]
- 2023: "Perplexagon Part 3" (Daniel Kandi Remix)[19]
- 2025: "Mentes Determinadas" (Kebu&Madis) [14]

## Koncerty
- 2017: Perplexagon Tour
- 2019:  Film Music Prague[20]
- 2021:  Kebu - Live Online (YouTube, transmisja strumieniowa)[21]